# Rue de la Planche-Mibray
La rue de la Planche-Mibray, également appelée rue Planche-Mibray, est une ancienne voie de Paris qui était située dans l'ancien 7e arrondissement et qui a disparu lors de sa fusion avec la rue Saint-Martin en 1851.

## Origine du nom
Le mot « brai » signifiait « marais », lieu rempli de bourbe et il y aurait eu à cet endroit une espèce de mare remplie d'eaux stagnantes, et formée par les débordements de la Seine. On traversait cette mare sur des planches mobiles qu'on retirait, disent les chroniques du temps, quand on était menacé de quelque danger, ce qui défendait l'abord du pont afin de protéger l'accès à l'île de la Cité.
Dans leur ouvrage, les frères Lazare indiquent qu'un historien du XIVe siècle, René Macé, moine de Vendôme, dans son poème manuscrit portant pour titre le Bon Prince, parle de l'entrée de l'empereur Charles IV à Paris, et donne au mot « mibray » une étymologie qui paraît très vraisemblable :

« L'empereur vint par la Coutellerie
 
Jusqu'au carfour nommé la Vannerie,

Où fut jadis la Planche de Mibray,

Tel nom portoit pour la vague et le bray

Getté de Seine en une creuse tranche

Entre ce pont que l'on passoit à planche,

Et on l'ôtoit pour être en seureté. »

Pour comprendre ces vers, il est nécessaire de rappeler qu'à cette époque les eaux de la Seine, surtout pendant l'hiver, venaient battre les murailles des premières maisons de la rue de la Planche-Mibray ; le fleuve en se retirant laissait, pendant l'été, sur cette partie de sa rive, une espèce de mare profonde remplie de boue, qui s'étendait jusqu'au carrefour formé par la jonction des rues de la Coutellerie et de la Vannerie. Le nom de « vannerie » qui signifiait « pêcherie », celui de « bray » qui indiquait un marécage, une mare, coïncident avec l'explication donnée dans les vers que nous avons cités, pour prouver l'existence et l'étendue de ce vaste bourbier ou creuse tranche, comme dit le poète.
Dans les temps de guerre civile, pour empêcher l'abord du pont, on retirait les planches placées sur cette mare. La syllabe « mi » qui sert à composer le mot « mibray », signifie « parmi », « au milieu ». Ainsi la « planche », ou plutôt « les Planches-Mibray », consistaient en un plancher qu'on enlevait au besoin et qui s'étendait depuis le carrefour de la Vannerie jusqu'à l'entrée du pont. En 1413, ce pont fut bâti en bois.

## Situation
La rue de la Planche-Mibray, d'une longueur de 71 mètres, qui était située dans l'ancien 7e arrondissement, quartier des Arcis commençait au 2, quai de Gesvres et au 44, quai Le Pelletier et finissait au 1, rue Saint-Jacques-la-Boucherie et au 49, rue de la Vannerie. La rue des Arcis était sa prolongation.
Les numéros de la rue étaient noirs. Le dernier numéro impair était le no 21 et le dernier numéro pair était le no 18.

## Historique
En 1032 et 1137, il est question d'un moulin « in Malbrais », « en Mibray ».
Elle est citée dans Le Dit des rues de Paris, de Guillot de Paris, sous le nom « carefour de Mibrai ».
En 1313, on disait « les Planches-de-Mibray », et en 1319, « les Planches-dou-petit-Mibray ». Elle ne formait à cette époque qu'une ruelle qui conduisait à la Seine. Lors de la construction du pont Notre-Dame, cette ruelle fut élargie et prit le nom de rue. Le voyer de Paris demeurait dans la rue de la Planche-Mibray.
Avant l'exhaussement du terrain de l'un et de l'autre côté du pont Notre-Dame il existait des planches pour passer sur le bray, qui signifie en vieux langage[Lequel ?] « fange », « boue », « terre grasse ». Il y avait d'autres planches à l'autre bout du pont Notre-Dame, puisqu'en 1457 la rue de la Lanterne-en-la-Cité se nommait la rue de la Planche Saint-Denis-de-la-Chartre, ainsi qu'au bout de la rue de la Tannerie, qui descendait alors jusqu'à la Seine, car cette rue était nommée en 1348, selon Sauval, « rue de la Planche-aux-Teinturiers ».
Elle est citée sous le nom de « rue du Bout du Pont Notre Dame, dit Place Mibray » dans un manuscrit de 1636.
Une décision ministérielle du 28 messidor an V (16 juillet 1797) signée Bénézech fixe la moindre largeur de cette voie publique à 12 mètres. Cette moindre largeur est portée à 14 mètres, en vertu d'une ordonnance royale du 22 mai 1837.
En 1851, lors des transformations de Paris sous le Second Empire, la rue de la Planche-Mibray fusionne avec rue des Arcis et la rue Saint-Martin.